# Callitropisca florentine
Callitropisca florentine (лат.) — вид клопов, единственный в составе рода Callitropisca из семейства Слепняки (Miridae). Встречается в Австралии (Тасмания, Florentine Valley, 42,7°S, 146,4°E).

## Описание
Длина тела около 3 мм. Характеризуется тем, что голова, переднеспинка, щиток и плевра тёмно-коричневые, а гемелитрон коричневый; членики усиков большей частью от светло-коричневого до коричневого; первый лабиальный сегмент красный; гемелитрон с беловато-жёлтыми полосками на клавусе, эмболиум беловатый у основания; тазики преимущественно красновато-коричневые или красноватые, передние и средние бёдра преимущественно коричневые; передние голени светло-коричневые, средние голени красноватые у основания и жёлтые на вершине.
Вид был впервые описан в 2021 году и включён в монотипический род Callitropisca из подсемейства Cylapinae.